# Caroline Goodallová
Caroline Cruice Goodallová (* 13. listopadu 1959, Londýn, Spojené království) je britská herečka.
Dramatické umění vystudovala na Bristolské univerzitě. Až do roku 1991 pracovala jakožto klasická divadelní činoherní herečka v Královské Shakespearovské společnosti a v britském Národním divadle. V roce 1991 debutovala v americkém filmu ve snímku Hook režiséra Stevena Spielberga. Od té doby pracuje nejen pro americkou televizi a film, ale natáčí i v Kanadě, v Austrálii a v Evropě. V roce 1993 ztvárnila hlavní ženskou roli ve snímku Schindlerův seznam. Velmi zaujala svým výkonem i ve snímcích Hotel Sorrento z roku 1995 a v seriálu Žena v úzkých. V roce 2001 se objevila ve snímku Deník princezny v roli princezniny matky Helene Thermopolisové.